# Amt Klützer Winkel
Het Amt Klützer Winkel is een samenwerkingsverband van 6 gemeenten in het  Landkreis Nordwestmecklenburg in de Duitse deelstaat Mecklenburg-Voor-Pommeren. Het Amt telt 10.764 inwoners. Het bestuurscentrum bevindt zich in  Klütz.

## Gemeenten
1. Boltenhagen (2.470)
2. Damshagen (1.343)
3. Hohenkirchen (1.271)
4. Kalkhorst (1.793)
5. Klütz, stad * (3.082)
6. Zierow (805)